# 콘스탄티노스 라스카리스
콘스탄티노스 라스카리스(Κωνσταντίνος Λάσκαρης)는 1204년 불과 몇 달 동안 비잔티움 황제였다.
1204년 제4차 십자군의 침공으로 콘스탄티노폴리스가 약탈 당할 때 황제 알렉시우스 5세가 몰래 도망치자 도시를 지키던 방위군의 대장이던 그가 스스로 황제라고 칭하였다. 그러나 도시가 무너지자 그는 동생 테오도루스가 있는 비티니아의 니케아로 도망쳤다.
공식적인 대관식을 치르지 않았기 때문에 보통 그를 공식적인 황제의 분류에 넣지 않는다. 따라서 콘스탄티노스 11세라고 하면 마지막 비잔티움 황제 콘스탄티노스 11세 팔레올로고스를 가리킨다.
| 전임 알렉시우스 5세 (비잔티움 황제) | 니케아 황제 1204년 | 후임 테오도로스 1세 |